# Pales nyctemeriana
Pales nyctemeriana là một loài ruồi trong họ Tachinidae.